# Kenny Vaccaro
Pour les articles homonymes, voir Vaccaro.
(en) Statistiques sur pro-football-reference
Kenneth Dwayne Vaccaro, né le 15 février 1991 à Brownwood au Texas, est un joueur américain de football américain qui a évolué dans la National Football League (NFL) pendant huit saisons au poste de safety.
Après avoir joué cinq saisons pour la franchise des Saints de La Nouvelle-Orléans (2013 à 2017), il s'engage avec les Titans du Tennessee où il termine sa carrière (2018 à 2020).

## Biographie

### Carrière universitaire
Étudiant à l'Université du Texas à Austin, il a joué pour l'équipe des Longhorns de 2009 à 2012.

### Carrière professionnelle
Il est sélectionné au premier tour par les Saints de La Nouvelle-Orléans au 15e rang lors de la draft 2013 de la NFL. Lors de sa première saison professionnelle, il devient titulaire au poste de strong safety lors de la 3e semaine après une blessure de Roman Harper. Il est nommé dans l'équipe-type des débutants de la NFL à l'issue de la saison.
Après cinq saisons avec les Saints, il signe en août 2018 avec les Titans du Tennessee afin de pallier la perte du strong safety Jonathan Cyprien, blessé pour toute la saison. Ses performances durant la saison lui permettent de rester avec l'équipe en signant un nouveau contrat de 4 ans en mars 2019.
Il est libéré par les Titans le 10 mars 2021.
Le 1er décembre 2021, il se retire du football américain professionnel pour lancer une nouvelle organisation d'esport, "G1" (Gamers First).